# Arunus indicus
Arunus indicus är en stekelart som beskrevs av Jaikishan Singh och Muhammad Sharif Khan 1997. Arunus indicus ingår i släktet Arunus och familjen finglanssteklar. Inga underarter finns listade.